# صموئيل ستيل بلير
صموئيل ستيل بلير (بالإنجليزية: Samuel Steel Blair)‏ هو محامي وسياسي أمريكي، ولد في 5 ديسمبر 1821 في إنديانا في الولايات المتحدة، وتوفي في 8 ديسمبر 1890 في Hollidaysburg, Pennsylvania ‏ في الولايات المتحدة. نشط حزبياً في الحزب الجمهوري. وقد انتخب عضو مجلس النواب الأمريكي.